# Thomas Sankara
Thomas Isidore Noël Sankara (phát âm tiếng Pháp: [tɔma izidɔʁ nɔɛl sɑ̃kaʁa]; 21 tháng 12 năm 1949 - 15 tháng 10 năm 1987) là một sĩ quan quân đội, nhà cách mạng theo chủ nghĩa Mác-xít và chủ nghĩa toàn châu Phi đồng thời là Tổng thống Burkina Faso từ năm 1983 đến năm 1987. Một trong những nhân vật mang tình biểu tượng của phong trào cách mạng ở Châu Phi hậu thuộc đại, được ví như "Che Guevara của châu Phi".

## Sự nghiệp
Sankara lên nắm quyền sau một cuộc đảo chính được dân chúng ủng hộ vào năm 1983, khi chỉ mới 33 tuổi, với mục đích loại bỏ tham nhũng và sự thống trị của đế quốc thực dân Pháp. Ông ngay lập tức đưa ra một trong những chương trình đầy tham vọng nhằm thay đổi kinh tế và xã hội của châu Phi . Để tượng trưng cho quyền tự chủ và tái sinh của đất nước, ông đã đổi tên quốc gia này từ tên cũ của Pháp Thượng Volta thành Burkina Faso ("Đất nước của những con người đứng thẳng"). Chính sách đối ngoại của Sankara tập trung vào chủ nghĩa chống đế quốc, với việc chính phủ của ông từ chối tất cả các viện trợ từ nước ngoài, đẩy mạnh giảm nợ, quốc hữu hóa toàn bộ đất đai và khoáng sản, ngăn chặn quyền lực và ảnh hưởng của Quỹ Tiền tệ Quốc tế (IMF) và Ngân hàng Thế giới. Chính sách trong nước của ông tập trung vào việc ngăn chặn nạn đói với nông nghiệp tự cung tự cấp và cải cách ruộng đất, ưu tiên giáo dục với một chiến dịch xóa mù chữ toàn quốc và thúc đẩy sức khỏe cộng đồng bằng cách tiêm chủng 2.500.000 trẻ em khỏi các bệnh viêm màng não, sốt vàng và sởi.
Các chính sách quốc gia của ông còn bao gồm việc trồng hơn 10.000.000 cây để ngăn chặn sự phát triển của quá trình hoang mạc hóa ở Sahel, tăng gấp đôi sản lượng lúa mì bằng cách chia đất của địa chủ phong kiến cho nông dân, đình chỉ thuế khoán nông thôn và tiền thuê trong nước, đồng thời thiết lập một chương trình xây dựng đường bộ và đường sắt đầy tham vọng để "nối toàn quốc với nhau". Ở cấp độ địa phương, Sankara cũng kêu gọi mọi làng xã xây dựng một trạm y tế, và có hơn 350 cộng đồng xây dựng trường học với công sức của chính họ. Chính phủ cũng đề cao nữ quyền bằng các luật cấm cắt âm vật, hôn nhân cưỡng ép và đa thê, đồng thới bổ nhiệm phụ nữ vào các vị trí cao cấp của chính phủ, khuyến khích họ làm việc bên ngoài nhà và ở lại trường, ngay cả khi đang mang thai.
Để đạt được sự biến đổi xã hội mạnh mẽ này, Sankara ngày càng nỗ lực thực hiện kiểm soát chặt chẽ quốc gia. Cuối cùng, ông đã cấm các công đoàn và tự do báo chí, mà ông tin rằng có thể làm hỏng kế hoạch của mình. Để chống lại các đối thủ chính trị của ông tại các thị trấn và nơi làm việc trên khắp đất nước, ông cũng truy tố các quan chức tham nhũng, những người bị coi là thành phần phản cách mạng và "những người lười biếng" trong các Tòa án Cách mạng Nhân Dân. Hơn nữa, do là một người ngưỡng mộ Fidel Castro và Cách mạng Cuba, Sankara đã thành lập các Ủy ban Quốc phòng Cách mạng (CDR) theo kiểu Cuba.
Các chương trình mang tính cách mạng của ông nhằm tạo ra một châu Phi tự lực tự cường đã khiến ông trở thành biểu tượng của nhiều người nghèo tại châu Phi. Uy tín Sankara vẫn rất cao đối với hầu hết các người dân của Burkina Faso. Tuy nhiên, chính sách của ông đã đụng đến quyền lợi của nhiều nhóm lợi ích, trong đó bao gồm tầng lớp trung lưu nhỏ bé nhưng nhiều ảnh hưởng, các tù trưởng bị ông tước đoạt mất quyền lực chủ nô và tiền nộp tô từ nông dân trong nước, nước Pháp và quốc gia hàng xóm thân Pháp.

## Qua đời
Vào ngày 15 tháng 10 năm 1987, Sankara bị ám sát do nhóm quân đội của Blaise Compaoré, người đồng thời đã chiếm quyền của Sankara ngay sau đó. Một tuần trước khi vụ ám sát xảy ra, Sankara đã tuyên bố: "Những người cách mạng có thể bị sát hại, nhưng lý tưởng thì không thể bị giết."

## Di sản
Hai mươi năm sau vụ ám sát, ngày 15 tháng 10 năm 2007, Lễ tưởng niệm Thomas Sankara đã diễn ra tại Burkina Faso, Mali, Senegal, Niger, Tanzania, Burundi, Pháp, Canada và Hoa Kỳ.

## Danh sách tác phẩm
- Thomas Sankara Speaks: The Burkina Faso Revolution, 1983–87, by Thomas Sankara, Pathfinder Press, 1988, ISBN 0-87348-527-0
- We Are the Heirs of the World's Revolutions: Speeches from the Burkina Faso Revolution 1983–87, by Thomas Sankara, Pathfinder Press, 2007, ISBN 0-87348-989-6
- Women's Liberation and the African Freedom Struggle, by Thomas Sankara, Pathfinder Press, 1990, ISBN 0-87348-585-8

### Sách
- Who killed Sankara?, by Alfred Cudjoe, 1988, University of California, ISBN 9964-90-354-5
- La voce nel deserto, by Vittorio Martinelli and Sofia Massai, 2009, Zona Editrice, ISBN 978-88-6438-001-8
- Thomas Sankara – An African Revolutionary, by Ernest Harsch, 2014, Ohio University Press, ISBN 978-0-8214-4507-5
- A Certain Amount of Madness: The Life Politics and Legacies of Thomas Sankara (Black Critique), by Amber Murrey, 2018, Pluto Press, ISBN 978-0-7453-3758-6

### Các bài viết trên web
- Burkina Faso's Pure President Lưu trữ ngày 12 tháng 6 năm 2010 tại Wayback Machine by Bruno Jaffré
- Thomas Sankara Lives! Lưu trữ ngày 12 tháng 6 năm 2010 tại Wayback Machine by Mukoma Wa Ngugi
- There Are Seven Million Sankaras Lưu trữ ngày 12 tháng 6 năm 2010 tại Wayback Machine by Koni Benson
- Thomas Sankara: "I have a Dream" Lưu trữ ngày 12 tháng 6 năm 2010 tại Wayback Machine by Federico Bastiani
- Thomas Sankara: Chronicle of an Organised Tragedy Lưu trữ ngày 12 tháng 6 năm 2010 tại Wayback Machine by Cheriff M. Sy
- Thomas Sankara Former Leader of Burkina Faso Lưu trữ ngày 1 tháng 3 năm 2012 tại Wayback Machine by Désiré-Joseph Katihabwa
- Thomas Sankara 20 Years Later: A Tribute to Integrity Lưu trữ ngày 12 tháng 6 năm 2010 tại Wayback Machine by Demba Moussa Dembélé
- Remembering Thomas Sankara, Rebecca Davis, The Daily Maverick, 2013
- "I can hear the roar of women's silence", Sokarie Ekine, Red Pepper, 2012
- Thomas Sankara: A View of The Future for Africa and The Third World Lưu trữ ngày 12 tháng 6 năm 2010 tại Wayback Machine by Ameth Lo
- Thomas Sankara on the Emancipation of Women, An internationalist whose ideas live on! Lưu trữ ngày 12 tháng 6 năm 2010 tại Wayback Machine by Nathi Mthethwa
- Thomas Sankara, le Che africain by Pierre Venuat (fr)
- Thomas Sankara e la rivoluzione interrotta Lưu trữ ngày 19 tháng 10 năm 2017 tại Wayback Machine by Enrico Palumbo (it)

### DVD
- Thomas Sankara: The Upright Man, 2009, đạo diễn Robin Shuffield, (52 phút), CreateSpace, ASIN: B002OEBRKC[8]